# Factor de transcripción asociado con microftalmia
El factor de transcripción asociado con microftalmia (MITF) es un factor de transcripción con un dominio hélice-bucle-hélice básico de cremallera de leucina implicado en el desarrollo de melanocitos y osteoclastos.

## Importancia clínica
El factor de transcripción MITF está asociado con el síndrome de Tietz y con el síndrome de Waardenburg tipo IIa.

## Genes diana
La proteína MITF reconoce las secuencias E-box (5'-CANNTG-3') y M-box (5'-TCANNTG-3' ó 5'-CANNTGA-3') en las regiones promotoras de los genes diana (donde C = citosina; A = adenina; T = timina; G = guanina; N = cualquier nucleótido). Entre los genes diana conocidos y confirmados al menos por dos fuentes independientes de este factor de transcripción, se encuentran los siguientes:
| ACP5  | BCL2   | BEST1 | BIRC7   |
| Cdk2  | CLCN7  | DCT   | EDNRB   |
| GPNMB | GPR143 | MC1R  | MLANA   |
| OSTM1 | RAB27A | SILV  | SLC45A2 |
| TBX2  | TRPM1  | TYR   | TYRP1   |

Otros genes identificados por estudios de microarrays (que confirmaron las dianas mostradas anteriormente) incluyen los siguientes:
| MBP    | TNFRSF14 | IRF4  | RBM35A |
| PLA1A  | APOLD1   | KCNN2 | INPP4B |
| CAPN3  | LGALS3   | GREB1 | FRMD4B |
| SLC1A4 | TBC1D16  | GMPR  | ASAH1  |
| MICAL1 | TMC6     | ITPKB | SLC7A8 |

## Interacciones
La proteína MITF ha demostrado ser capaz de interaccionar con:
- PATZ1[24]
- PIAS3[25]
- TFE3[26][27]
- UBE2I[28]
- LEF1[12]